# Powerballin'
Powerballin' is het tweede album van de Amerikaanse rapper Chingy. Het album is uitgebracht op 16 november 2004 en is de opvolger van Chingy’s debuutalbum Jackpot. In de Verenigde Staten werd het album platina. Twee singles kwamen van het album af: Balla Baby en Don’t Worry (met Janet Jackson).

## Tracks
1. "Haters 101 (intro)"
2. "Give Em Some Mo"
3. "Fall'n (met G.I.B.)
4. "Balla Baby"
5. "Jackpot The Pimp Pt. 2 (skit)"
6. "Leave Wit Me" (met R. Kelly)
7. "Make That Thang Talk" (met Ziggy)
8. "I Do"
9. "Don't Worry" (met Janet Jackson)
10. "All The Way To St. Lou" (met David Banner & Nate Dogg)
11. "26's" (met Lil' Wayne)
12. "We Clubbin'"
13. "We Do" (met Bun B)
14. "Where Da Git It Gurlz At" (met G.I.B.)
15. "Bring Da Beef" (met G.I.B.)
16. "Outro"
17. "Balla Baby (Remix)" (met Lil Flip & Boozie)
18. "What Up Wit It" (met G.I.B.)
19. "Don't Really Care"